# Strathroy-Caradoc
Strathroy-Caradoc es un municipio canadiense situado en la provincia de Ontario.

## Superficie
Strathroy-Caradoc tiene una superficie de 270,86 km².

## Demografía
En 2021, tenía 23 871 habitantes, una densidad poblacional de 88,1 hab./km², y 9695 viviendas.